# Метро 2034
Метро 2034 — постапокалиптический роман Дмитрия Глуховского, сиквел романа «Метро 2033», описывающего жизнь людей в Московском метрополитене после ядерной войны.

## Сюжет
Действие сиквела, как и в первоисточнике, разворачивается на станциях и перегонах московского метрополитена.
Сюжет перемещается из центральной части метро, описанной в романе «Метро 2033» за пределы Кольцевой линии (Ганзы). Главной в сюжете становится станция «Севастопольская», которая является самой южной обитаемой точкой метро. Каждый день её жители вынуждены отбивать атаки монстров — мутантов, нападающих со стороны станции «Чертановская».
Однажды караван, который должен был привезти из «большого метро» патроны и продовольствие, не вернулся. Связи с «Тульской», ближайшей обитаемой станцией, нет. Несколько человек — Гомер, Ахмед и загадочный хладнокровный «бригадир» Хантер отправляются на поиски пропавших. Ведь если связь с «Ганзой» будет прервана, то без поддержки и снабжения «Севастопольской» рано или поздно суждено пасть под натиском монстров…
На «Нагорной» персонажи попадают в туман, где из него на них нападают странные, огромные существа. Существа хватают Ахмеда на глазах у Гомера и исчезают. Оставшиеся в живых достигают «Тульской», но там после короткого разговора с Хантером и перестрелки закрывают гермоворота, отрезая «Севастопольскую» от остального метро. «Бригадир» говорит, что станция захвачена кочевниками (все население вырезали кочевники-бандиты) и собирается по возвращении организовать штурм с огнемётами, но старик Гомер всё меньше ему верит.
Для организации штурма Хантер должен попасть в Полис, в штаб секретной организации по защите населения метро — Орден (Орден «Спарта»), который возглавляет Мельник. Для этого герои должны пройти всю Каховскую линию, где упал фрагмент неразорвавшейся боеголовки. Пройдя через туннели в костюмах высокой защиты, они попадают на станцию «Коломенская», где встречают Сашу — дочь бывшего коменданта «Автозаводской», которого после революции на станции вместе с дочерью отправили в ссылку на «Коломенскую». Вынужденный заниматься сталкерством, он, почти не защищенный, в конце концов погибает от ран, полученных от укусов мутировавших собак с поверхности. Его ослабленный лучевой болезнью организм не выдержал ран.
Каждую неделю на станцию прибывает дрезина с торговцами, за бесценок скупающими найденные сталкером вещи. Надеющаяся покинуть на ней «Коломенскую», Саша ждет транспорт, но вместо торговцев прибывает давний враг Сашиного отца. От его расправы Александру и спасают прибывшие Хантер и Гомер. Саша отправляется вместе с ними в Полис. Хантер явно не рад новой спутнице и хочет поскорее от неё избавиться.
В Полис есть один путь — через «Автозаводскую», но Саша боится, что её, как изгоя, не пропустят туда. Гермоворота в туннеле закрыты, и герои остаются ждать, пока их не откроют торговцы.
Из дневника связиста каравана «Севастопольской», найденного на «Нахимовском проспекте», Гомер узнает, что на «Тульской» началась эпидемия, и ему становится понятно, зачем Хантеру нужны огнеметчики.
Вскоре гермоворота «Автозаводской» открывают солдаты на бронированной дрезине, которые не дают пройти только Саше так как она ссыльная и дают ей 3 секунды на то, чтобы она ушли. За эти 3 секунд «Бригадир» расстреливает весь экипаж дрезины и обыскав трупы, персонажи угоняют ее.
С боем прорвавшись через «Автозаводскую» на угнанной дрезине, Хантер, Гомер и Саша попадают на станцию «Павелецкая», где располагаются на отдых. В эту ночь произошёл очередной бой с химерами, после которого Хантер и Саша попали в госпиталь. Как только Саше стало лучше она пошла на прогулку по станции. Купив нож в подарок Хантеру, она пошла узнать, как он. Поссорившись с Хантером, Саша поднимается на поверхность. В вестибюле станции находится гнездо химер. Одна из тварей попыталась напасть на Сашу, но она успела выбежать на улицу. Прогулявшись, Саша замечает, что на неё охотятся два птеродактиля. От них её спасает сталкер, оказавшийся в этот момент на поверхности. Он возвращает её на станцию.
Саша знакомится с музыкантом Леонидом и узнает, что Хантер один ушел на «Добрынинскую». Гомер и Саша решают идти за ним. Леонид навязывается к ним в попутчики. Именно он знает лекарство от загадочной болезни. Теперь у Саши появляется двойное задание — спасти душу Хантера и спасти зараженных людей. Гомер отправляется вместе с Хантером в Полис, а Саша, вместе с Леонидом, — в сторону Парка Культуры. Леонид говорит Саше, что он — представитель полулегендарного государства со станции «Университет» и хочет отдать ей лекарство. Благодаря своему родству с генсеком коммунистов, он проводит Сашу на Спортивную и просит прозвонить условный сигнал, чтобы попасть в Метро-2 и выйти к МГУ, однако после признаётся, что обманул её, чтобы подольше не отпускать от себя. Одновременно он сообщает разгневанной Саше, что лекарством от болезни является радиация. Вместе они уходят от погони и добираются до Полиса.
Тем временем Гомер и Хантер добираются до Полянки. Из сверхъестественного видения Гомер понимает, что в Хантере борются два начала: защитник людей и жестокий убийца. В Полисе Хантер встречает Мельника, который даёт ему людей Ордена на зачистку Тульской. Сашиному рассказу о радиации как о спасении Хантер не верит, а Гомер, пусть и не сразу, верит. Все главные герои отправляются на Тульскую.
На тульской зараженные устраивают бунт и победив солдат движутся вон со станции, прямиком на Серпуховскую где на блок пост прибыл черный бронепоезд на котором сидели солдаты в кевларовой броне и оружием по последнему слову техники. Среди них был и Хантер. Когда зараженные приблизились, Саша начала кричать что есть лекарство но сквозь крик толпы ее не было слышно. И тут происходит несчастье, успокоив толпу своей музыкой Леонид получает пулю в живот от одного из солдат Ордена. От исполнения плана их останавливает тряска, трубы взорвали и вода устремилась к Серпуховской. Тот час же все выбегают за гермоворота, все кроме Саши. Девочка осталась по ту сторону.
В последнем эпизоде книги Гомер вновь сидит в дозоре на Севастопольской: Саша пропала без вести, все заражённые прошли профилактику на высокорадиоактивной Каховской линии, Хантер окончательно замкнулся и запил. Гомер закончил писать свою книгу, которая по сюжету идентична «Метро 2034».

## Особенности
- Как и все произведения Дмитрия Глуховского, данный роман бесплатно публиковался в интернете с интервалом по одной главе в две недели. Печатное издание книги поступило в продажу 16 марта 2009 года, однако, несмотря на это, публикация глав в Интернете продолжалась. Было опубликовано 14 глав в ЖЖ автора и 16 — на сайте книги. Ввиду издания книги публикация постепенно прекращена.
- По словам автора, «Метро 2034» в корне отличается от предшественника прежде всего самим стилем написания и подачей сюжета. Первая книга считалась более легкой в восприятии, понятной и доступной многим, и от этого увлекательной. Текущее же произведение написано сложным, жёстким языком, повествование наполнено различными метафорами и аллегориями, философскими рассуждениями. Описанию окружающего мира посвящено существенно меньше времени, притом описания ведутся преимущественно в сравнениях с эпосами («река времени» и т. д.), чем в первой книге, сюжетные линии более сложны и непредсказуемы, и развиваются довольно неспешно, порой одно событие занимает две главы или более.

## Персонажи
Гомер (Николай)
Один из жителей станции «Севастопольская». До судного дня работал помощником машиниста. Сознавая свою бесполезность в военном деле, он посвятил остаток своей жизни летописи и архивированию, постепенно собирая все уцелевшие источники информации газеты, дабы сложить хотя бы приблизительную картину исторической эпохи метро. Поняв длительность и бессмысленность жизни в метро, он решает оставить след в истории. Он решает написать мифы и сказки для потомков, но жестокость метро даёт ему роман который приходить писать кровью убитых Хантером людей.
Хантер (Бригадир)
Один из второстепенных героев предыдущей книги «Метро 2033». В «Метро 2034» он играет одну из главных ролей в сюжете, выступая в роли бригадира одного из дозорных отрядов «Севастопольской». Хантер — циничный и нелюдимый, безэмоциональный персонаж. В предшествующих роману событиях он пережил тяжелейшие физические и душевные травмы, в корне изменившие его натуру, в связи с чем он превращается в человека-машину, машину для убийств, безжалостно расправляющуюся с любым препятствием, вставшим на пути. Однако автор ставит Хантера в неожиданное положение, сводя его с девочкой Сашей, испытывая его, на первый взгляд, бесчеловечную натуру чувством, напоминающим любовь и родственную привязанность одновременно.
Саша
Главная героиня книги. Ей свойствен сентиментализм и вместе с тем — отсутствие сильных эмоций. Как узнается из сюжета, Саша жила в изгнании на станции «Коломенская» с отцом, попавшим в пожизненную опалу. Когда её отец умирает от потери крови после укуса дикой собаки, судьба сводит её с Гомером и Хантером, волею случая как раз в тот момент проходившими её станцию. После смерти отца, не имея поначалу четкой цели, продолжает путешествовать вместе с ними. В пути Саша ясно ощущает к Хантеру нечто вроде влюбленности, в связи с чем она пытается всячески это чувство выразить, но сделать это ей удаётся с трудом. В концовке пропадает без вести при затоплении станции метро «Тульской».
Леонид
Бродячий музыкант, флейтист. Сын товарища Москвина, главы Красной линии. Ненавидящий отца флейтист пытается сделать людей счастливыми с помощью музыки. Становится другом Саши на станции «Павелецкая» и продолжает путь вместе с ней. Погибает на «Тульской» от выстрела в живот.
Артём
У Артёма, главного персонажа предыдущей книги «Метро 2033», после происшедших с ним событий, по словам Мельника, «случилось помешательство, но его выходили». Артём живет нормальной человеческой жизнью, женился.
В книге также есть Артём Попов, который живет на «Тульской». Он и главный герой первой книги — разные люди.
Мельник
Мельник за время отсутствия Хантера лишился правой ноги и правой руки и сел в инвалидное кресло (сюжет Metro: Last Light). Несмотря на это, он все же остался в Полисе главой ордена. Именно он даёт Бригадиру жетон на людей для зачистки Тульской.
Артём (с Тульской)
Солдат с Тульской, доверенное лицо управляющего станции, сидел на телефоне и говорил по нему с Гомером, участвовал в расстреле заражённых, после чего вместе с своим начальником вернулись на станцию где тот должен был предупредить от взрыве труб и затоплении станции в кротчайшие сроки.

## Мутанты
- Упыри — обитают на станции «Чертановская». Время от времени нападают на станцию «Севастопольская». Сами жилистые, имеют матово-серую, складчатую кожу, узловатые передние лапы, очень быстро передвигаются, планируя сверху вниз на кожных складках.
- Трупоеды — обитают на станции «Нахимовский проспект». Небольшие падальщики похожие одновременно на пауков и на приматов: долгие узловатые конечности (4 руки), дряблая, висящая складками, безволосая серая кожа, перекошенная спина, мутные глаза, огромные ушные раковины. Для людей не опасны, но сами не испытывают страха к проходящим мимо людям. Таскают с поверхности трупы сталкеров и разных существ. Быстро размножаются.
- Химеры (приезжие) — существа, обитающие в районе Павелецкого вокзала и верхних частей станций метро и периодически пытающиеся проникнуть на станцию «Павелецкая» (радиальную), где не удалось закрыть ворота по причине их отсутствия. Слепы, но обладают хорошим чутьем.
- «Птички» (птеродактили) — крупные летающие хищники, обитающие на поверхности, имеют кожистые крылья. Мутировали из птиц.
- Собаки — мутировавшие собаки, нападающие стаями на сталкеров. По слухам, укусы собак не проходят. Именно они смертельно ранят отца Саши.
- Существа с «Нагорной» — огромные, ловкие чудовища, обитающие в тумане, на станции «Нагорная». Вполне возможно, что почти неуязвимы. Хантер сумел ранить только одного из подствольного гранатомёта.
- Существо с «Чертановской» — Его никто не видел, а если и видел, то он уже мёртв. Обладает возможностью давить на психику. Его видела только штурмовая группа «Севастопольской» и вся полегла. Единственное что слышали по радио — это крики боли (позже командир группы, коллекционировавший мизинцы своих врагов, начал молиться). В него никто не стрелял, так как поняли, что это бесполезно.

### Прочие существа
- Фантомы — перешедшие из первой книги непонятные сущности (возможно, и просто галлюцинации). Могут быть опасными.
- Летающие тараканы — очень часто упоминаются в тексте. Просто обычные тараканы, вдруг резко расплодившиеся и увеличившиеся в размерах. Иногда упоминаются и стрекозы.
- Также герои по пути находят странную огромную паутину, перекрывающую собой целый тоннель (горючую), в которой находится «уродливый двухголовый скелет». Когда её сжигают, вдали слышится «нечеловеческий, отчаянный вопль пополам с хриплым шипением».
- Чёрные — главные антагонисты «Метро 2033». Имеют (имели) огромное логово. Просто упоминаются один раз, когда Хантер ошибочно принимает негра с «Автозаводской» за одного из них. Обладают сверхъестественными способностями.